# Marie Grünberg
Marie Grünberg (geborene Albrecht, * 21. Januar 1903 in Pappelhorst in der Neumark (nach 1945 eingemeindet nach Küstrin); † 27. Oktober 1986 in Berlin) war eine Berlinerin, die während der NS-Zeit vier von den Nationalsozialisten verfolgten Menschen das Leben rettete, indem sie sie in ihrer Gartenlaube in Berlin-Blankenburg versteckte. Die Holocaust-Gedenkstätte Yad Vashem ehrte Marie Grünberg deshalb 1984 als Gerechte unter den Völkern.

## Leben
Marie Grünberg stammte aus einer evangelischen Familie, der Vater war Gärtner. Bis 1917 besuchte sie die Einklassenschule, die sie mit guten Noten beendete. In Berlin lernte Marie Albrecht den jüdischen Seifenhändler und Geschäftsinhaber Kurt Grünberg (1902–1962) kennen, und 1930 heirateten sie gegen den Widerstand ihrer beider Familien. Kurt Grünberg führte einen Laden in der Berliner Allee in Berlin-Weißensee. Das kinderlose Paar lebte in einer kleinen Wohnung in der Fehrbelliner Straße an der Spandauer Brücke in Mitte. In der Ziegelstraße 30 in Berlin-Blankenburg besaßen die Grünbergs ein kleines Grundstück mit Sommerhaus mit zwei Zimmern und einer Veranda. Nach der Machtübernahme der Nationalsozialisten 1933 galt die Ehe der Grünbergs als Mischehe.
Am 11. November 1938, kurz nach der Reichspogromnacht, wurde Kurt Grünberg in seinem Seifengeschäft von SS-Männern festgenommen, in ein Lastauto gestoßen und ins KZ Sachsenhausen gebracht. Ebenso wie sein Bruder Erich wurde er dort schwer misshandelt. Am 23. Dezember 1938 wurde er entlassen und kehrte verletzt und abgemagert zu seiner Frau zurück. Bald danach musste er sein Seifengeschäft an einen arischen Inhaber verkaufen und in der Folgezeit Zwangsarbeit leisten. Er musste sich verpflichten, so schnell wie möglich auszuwandern, was jedoch nicht gelang.
Aus Angst vor der Enteignung jüdischen Eigentums (Arisierung) versuchte das Paar 1939 Haus und Grundstück in Blankenburg auf Marie Grünberg als alleinige Besitzerin zu überschreiben. Der Antrag wurde mit der Begründung abgelehnt: „Auch nach der Übertragung des Eigentums an dem Grundstück von dem jüdischen Mann auf seine arische Ehefrau bleibt ein maßgeblicher Einfluss des Mannes auf Verwaltung und Nutznießung des Grundstücks bestehen. Der Vertrag bewirkt daher tatsächlich keine Entjudung des Grundstücks und kann daher nicht genehmigt werden“.
Offiziell wohnten die Grünbergs in ihrer Wohnung in der Innenstadt. Das Paar lebte aber überwiegend in der Blankenburger Laube, wo es Obst und Gemüse anbaute und zahlreiche Familienfeste feierte. Ab 1941 musste Kurt Grünberg, den die Mischehe mit einer Nichtjüdin vor der Deportation bewahrte, den Gelben Stern tragen und den Beinamen „Israel“ tragen. Seine Lebensmittelkarten waren mit einem „J“ gekennzeichnet, seine Rationen waren damit kleiner als die der Nicht-Juden. Durch die Erträge des Gartens konnte das Paar sich aber noch relativ gut selbst ernähren.
Bei der Fabrikaktion am 27. Februar 1943 wurden rund 11.000 in Berlin lebende Juden festgenommen, 9.000 wurden entweder über Theresienstadt oder direkt nach Auschwitz deportiert. Kurt Grünberg wurde für einige Tage in der Rosenstraße inhaftiert, nach großen Protesten vieler nicht-jüdischer Mischehe-Partner aber wieder frei gelassen.
Marie und Kurt Grünberg ließen daraufhin bis Kriegsende 1945 vier verfolgte Personen illegalerweise in ihrer Stadtwohnung und in ihrer Blankenburger Laube wohnen: Kurts Schwager Martin Grünberg (1906–1994) war ein ehemaliger Textilkaufmann, der bis zu seinem Untertauchen Zwangsarbeit beim Gleisbau der Reichsbahn geleistet hatte. Der aus Polen stammende Jude Oskar Ostaszewer (1896–?) war dort sein Kollege gewesen. Auch dessen Cousine Gertrud Dobrin (später verheiratete Klindzan, 1899–1985) gehörte zu den Versteckten. Die vierte Person war Dobrins nicht-jüdischer Verlobter, der Tischler Richard Klindzahn (1906–1970), der sich seiner Einberufung zur Wehrmacht widersetzt hatte und nun eine Versetzung zur Strafdivision 999 fürchten musste. Darüber hinaus schlüpfte der Jugendliche Zvi Aviram, ein Neffe (eigentlich Großcousin Kurt Grünbergs), immer wieder bei den Grünbergs unter.
Für die Ernährung der insgesamt sechs Personen standen nur zwei Lebensmittelkarten zur Verfügung, eine davon mit verminderter Ration. Marie Grünberg sorgte allein für die Versorgung und war trotz einer schweren Kurzsichtigkeit täglich mit dem Fahrrad unterwegs, um Lebensmittel aufzutreiben. Dabei war immer zu befürchten, dass neugierige Nachbarn die vollen Taschen sehen und sie denunzieren könnten. Der Blankenburger Kolonialwarenhändler Herbert Salewski aus der Georgenstraße 17 soll sie unterstützt haben, indem er Lebensmittel in einer Aktentasche durch die Suderoder Straße in Richtung Ziegelstraße brachte. Oskar Ostaszever organisierte vom Versteck aus einen Handel mit gefälschten Lebensmittelkarten, an dem auch Zvi Aviram beteiligt war.
Am 23. November 1943 wurde die Stadtwohnung der Grünbergs bei einem Bombenangriff zerstört, sodass das Paar zusammen mit den vier Untergetauchten dauerhaft auf engstem Raum in dem einfachen Holzhaus in Blankenburg leben musste. Bis Kriegsende lebten die Versteckten in extremer Isolation. Wenn Kurt Grünberg zur Zwangsarbeit aufgebrochen und Marie Grünberg zwecks Lebensmittelbeschaffung außer Haus war, durften die vier keinen Laut von sich geben, um nicht den Verdacht der Nachbarn zu erregen. Nachdem Zvi Aviram im Winter 1943 in Gestapo-Haft geraten war, geriet Marie Grünberg kurzzeitig in Panik. Aus Angst aufzufliegen, setzte sie die „Illegalen“ vor die Tür, nahm drei der Verzweifelten aber zwei Wochen später wieder auf. Grünberg war sehr erleichtert, dass Aviram der Gestapo nichts verraten hatte. Martin Grünberg erlebte das Kriegsende im Versteck bei Marie Grünbergs Nachbarin Charlotte Rosenthal, die mit einem Kommunisten verheiratet war, der sich in Kriegsgefangenschaft befand.
Die Anfang 1945 vom RSHA geplante Deportation aller Mischlinge und in Mischehe Lebenden ins Ghetto Theresienstadt scheiterte am Vormarsch der Alliierten. Kurt Grünberg wurde jedoch noch ins KZ Sachsenhausen gebracht. Er überlebte die Haft und kehrte gesundheitlich schwer angeschlagen nach Berlin zurück. Bis zu seinem Tod am 2. Februar 1967 war er sehr krank.
Marie Grünberg lebte nach dem Tod ihres Mannes weiter in Blankenburg. Im August 1984 wurde sie durch Yad Vashem als Gerechte unter den Völkern geehrt. Heinz Galinski, damaliger Präsident des Zentralrats der Juden in Deutschland, nahm die Ehrung im Jüdischen Gemeindehaus in der Fasanenstraße vor. Anwesend waren auch Mitglieder der Jüdischen Gemeinde zu Berlin und Zvi Aviram, der nach Israel ausgewanderte Neffe. Marie Grünberg starb am 27. Oktober 1986 und wurde neben ihrem Mann auf dem Friedhof der Jüdischen Gemeinde zu Berlin bestattet.

## Gedenken
Der „Runde Tisch Blankenburg“ beantragte im Oktober 2014 beim Bezirksamt Pankow die Umbenennung der Straße 46 in Marie-Grünberg-Straße. Die Straße 46 liegt in unmittelbarer Nachbarschaft zum damaligen Versteck auf dem Grundstück der Ziegelstraße 30. Die Umbenennung in Marie-Grünberg-Straße erfolgte nach der Sanierung der Straße am 12. November 2016.
In seiner im Mai 2015 erschienenen Autobiografie Mit dem Mut der Verzweiflung. Mein Widerstand im Berliner Untergrund 1943–1945 würdigt Zvi Aviram seine Nenn-Tante als mutige und selbstlose Frau und beschreibt ausführlich, wie gefährlich und belastend ihr Einsatz für ihren Mann und die Versteckten war. Am 13. Mai 2015 veranstaltete der „Runde Tisch Blankenburg“ in Kooperation mit dem Anne Frank Zentrum, der Gedenkstätte Deutscher Widerstand, der Kirchengemeinde Berlin-Blankenburg und der Albert Schweitzer Stiftung „Wohnen und Betreuen“ eine öffentliche Veranstaltung zu Ehren von Marie Grünberg im evangelischen Gemeindehaus, bei der auch Zvi Aviram anwesend war.